# Jalšové
Jalšové (in ungherese Jalsó) è un comune della Slovacchia facente parte del distretto di Hlohovec, nella regione di Trnava.